# Schönherr Rechtsanwälte
Schönherr ist eine auf Wirtschaftsrecht spezialisierte Rechtsanwaltskanzlei mit Büros in Zentral- und Osteuropa mit rund 300 Juristen. Die Kanzlei legt einen Schwerpunkt auf Gesellschafts- und Wettbewerbsrecht und Geistiges Eigentum. Der Hauptsitz der Kanzlei ist in Wien.

## Geschichte
Schönherr wurde 1950 vom Juristen und Universitätsprofessor Fritz Schönherr gegründet und war in den 1990er Jahren eine der ersten Kanzleien, die mit der Expansion nach Zentral- und Südosteuropa begannen. 1996 eröffnete Schönherr das erste Büro in Bukarest, darauf folgten Sofia (2004), Budapest (2008), Prag (2009), Warschau (2009), Bratislava (2009), Chișinău (2009), Istanbul (2013) und Podgorica (2016). Die Kanzlei hat auch so genannte Country Desks in Albanien, Bosnien & Herzegowina, Mazedonien und der Ukraine. Außerdem hat Schönherr seit den frühen 2000er Jahren permanente Kooperationspartnerschaften in Kroatien, Slowenien und Serbien.
Mit zunehmender Größe der Kanzlei änderte sich zeitweilig auch der Name, als neue Partner hinzukamen. Heute heißt das Unternehmen wieder „Schönherr“.